# 기라정
기라정(일본어: 吉良町)은 아이치현의 중남부 하즈군에 설치되었던 정이다. 2011년 4월 1일 니시오시에 편입되었다.

## 지리
미카와만에 접하고 있다. 해상에는 가지시마 섬(무인도)이 있다.

## 역사
에도 시대에 정역은 니시오번, 오타키번, 누마즈번, 가와고에번, 신사, 하타모토 등의 여러 영주 아래에 있었다. 에도 시대 초기의 저명한 영주로는 명문가 하타모토 고즈케노스케가 있다.
- 1906년 - 주변 정촌이 합병해 요코스카촌, 요시다정이 성립하였다.
- 1955년 3월 - 요코스카촌과 요시다정이 합병해 기라정이 되었다.
- 2011년 4월 - 하즈군의 다른 정과 함께 니시오시에 편입되어 소멸되었다.

## 교통

### 철도
- 나고야 철도
  - 니시오 선
  - 가마고리 선

### 도로
- 국도 247호선